# Провулок Щусєва (Київ)
Прову́лок Щу́сєва — провулок у Шевченківському районі міста Києва, місцевість Сирець. Пролягає від вулиці Щусєва до Ризької вулиці. З'єднаний проїздом з Олешківською вулицею.

## Історія
Провулок виник у середині XX століття. Сучасна назва на честь академіка Олексія Щусєва — з 1950-х років.

## Зображення

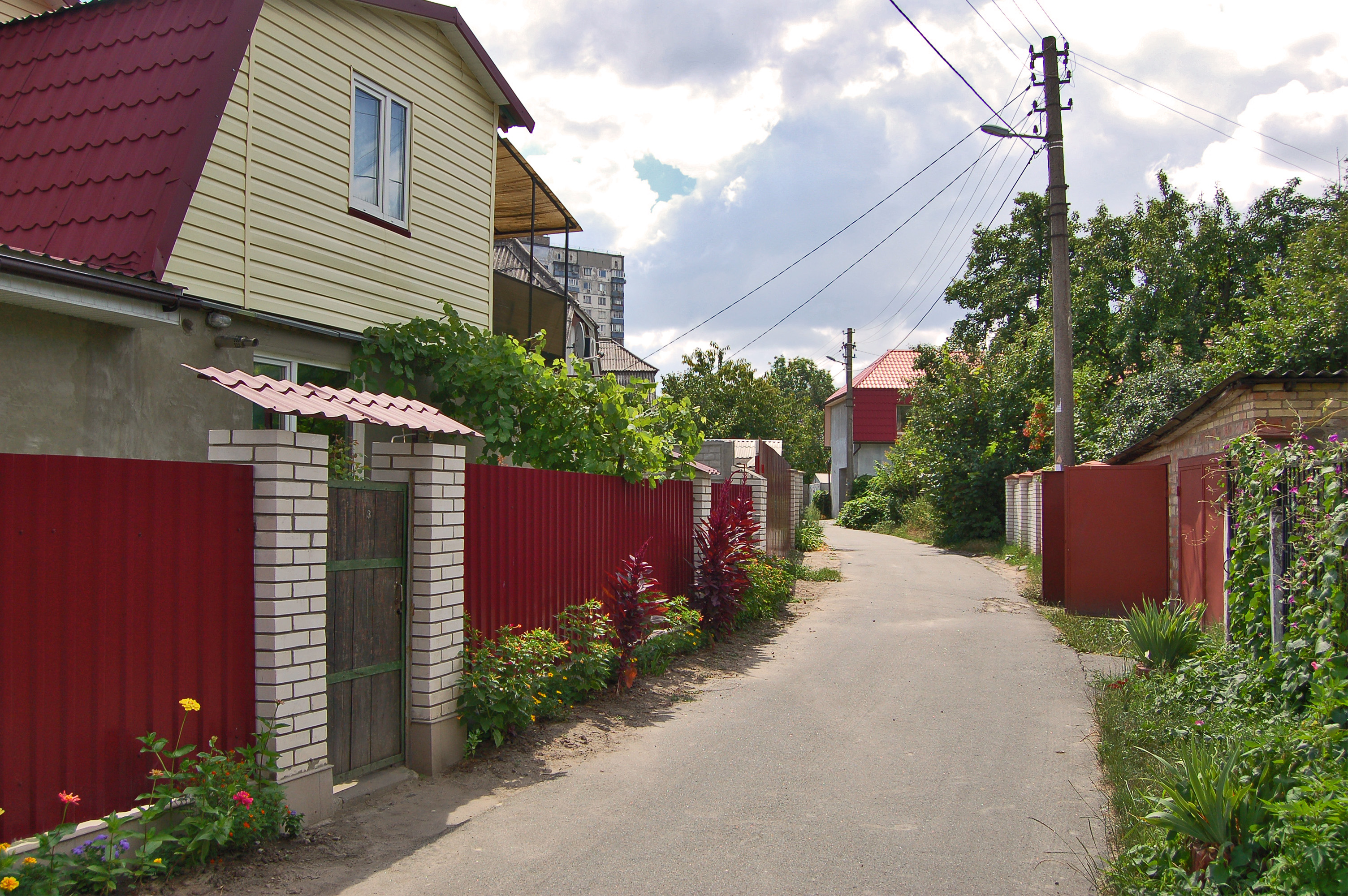
Середина провулку
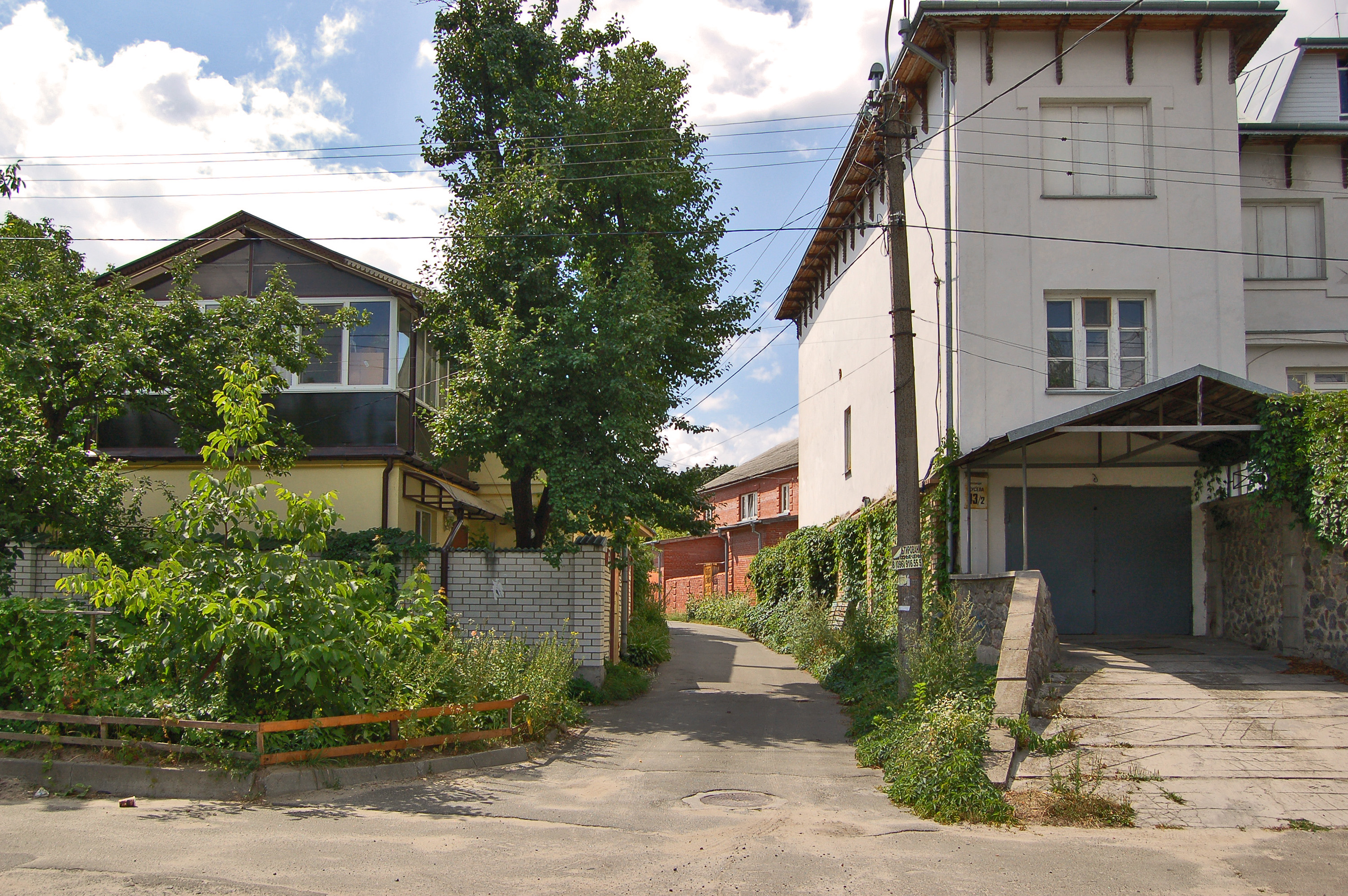
Поблизу перехрестя з вулицею Щусєва
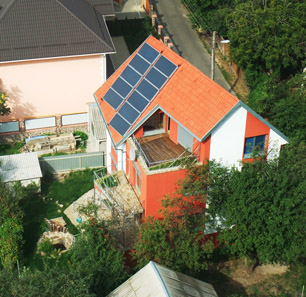
Пасивний будинок — перший в Україні, збудований у 2011 році